# Pusté (Niżne Tatry)

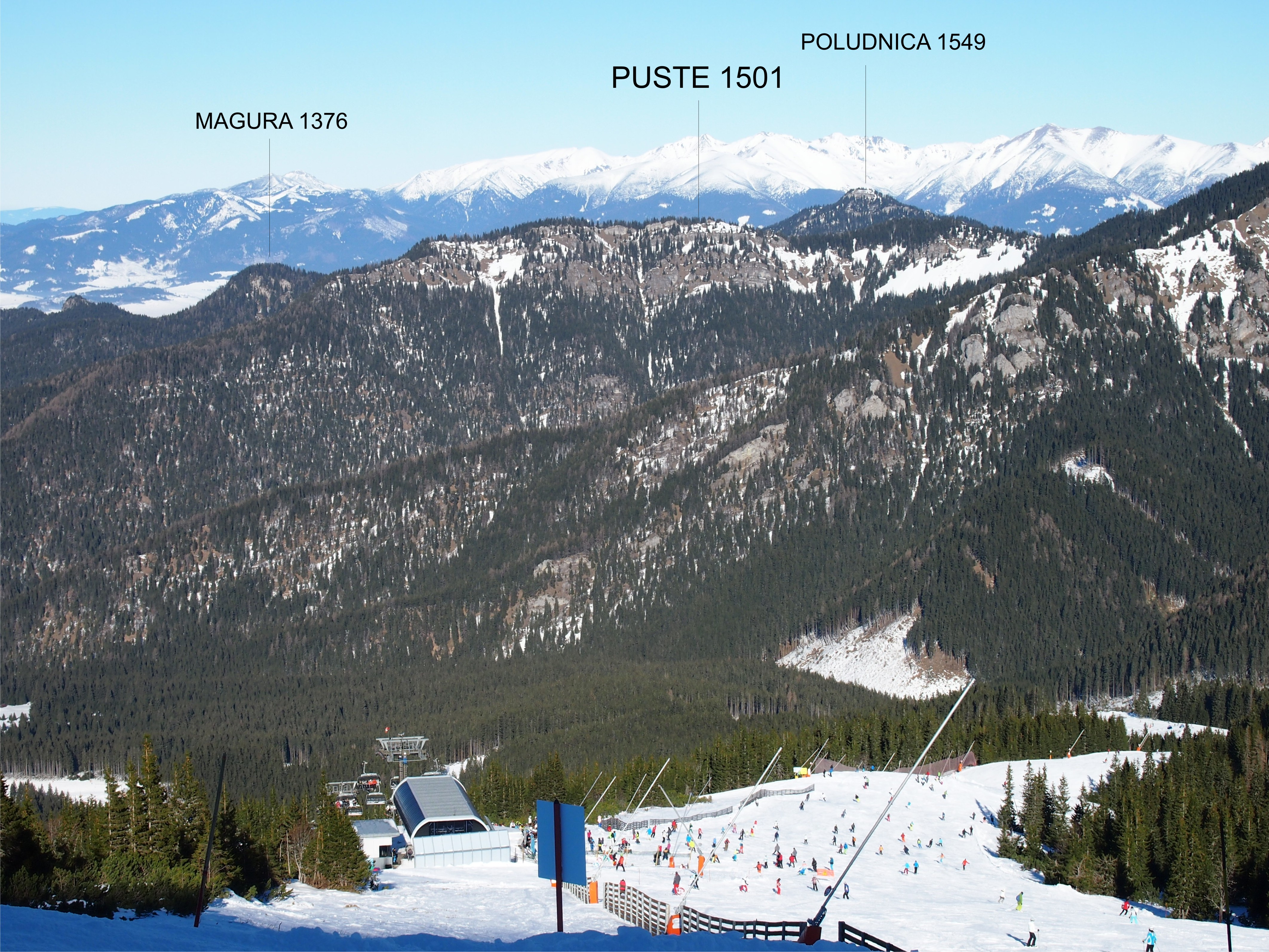
Pusté – widok od strony południowej z trasy narciarskiej nr 11

Pusté (1501m) – szczyt w północnej części Niżnych Tatr (tzw. Dziumbierskie Tatry) na Słowacji.
Znajduje się w bocznym grzbiecie Niżnych Tatr, odgałęziającym się w kierunku północnym od grzbietu głównego w szczycie Krupowej Hali, tuż na zachód od najwyższego szczytu tych gór – Dziumbiera. Znajduje się w tym grzbiecie pomiędzy Magurą (1377 m) a Krakową Halą (1752 m). Od Magury oddzielony jest dość głęboką przełęczą Iľanovske sedlo (ok. 1260 m), od Krakowej Hali oddziela go płytka przełęcz sedlo Machnaté. Zachodnie stoki opadają grzbietem do Doliny Demianowskiej. Grzbiet ten oddziela dwie dolinki: dolinkę Vyvieranie pomiędzy Magurą i Pusté oraz dolinkę Machnaté pomiędzy Pusté i Krakową Halą. Obydwoma dolinkami spływają potoki uchodzące do Demianówki. Na wschodnią stronę stoki Pustégo opadają do górnego końca Iľanovskiej doliny.
Pusté zbudowane jest ze skał wapiennych. Dobrze rozwinięte są zjawiska krasowe.  U podnóży stoków zachodnich (w Dolinie Demianowskiej) znajduje się jaskinia Pusté,  Podnóża w niektórych miejscach są skaliste, stromo podcięte przez spływające dnem dolin potoki. Stoki są porośnięte lasem, ale w partiach grzbietowych znajdują się polanki.
Przez Pusté i całym grzbietem prowadzi żółty szlak turystyczny. Tuż poniżej szczytu, na przełęczy  sedlo Machnatô krzyżuje się ze szlakiem niebieskim łączącym Dolinę Demianowską z Iľanovską doliną.
Szlaki turystyczne
  autokemping Bystrina – Demänovská hora – Magura – Iľanovske sedlo – Pusté – sedlo Machnatô –  Krakova hoľa  – Javorie – Tanečnica – Prašivá – Przełęcz Demianowska
  Iľanovo – Poludnica – Kupaľ – Krakova hoľa –  sedlo Machnatô –  Pusté – parking przy Demianowskiej Jaskini Wolności